# Jean-Baptiste de Chevenon de Bigny
Jean-Baptiste de Chevenon, marquis de Bigny (4 janvier 1775, château de Beausson, Terjat (Allier) - 14 septembre 1852, au même lieu), est un homme politique français, député de l'Allier et maire de Montluçon.

## Biographie
Jean Baptiste de Chevenon de Bigny était le fils de Balthazar de Chevenon de Bigny et de Marie Le Roy de Marmagne ; il appartenait à une famille d'origine berrichonne, mais installée dans la région de Montluçon par le mariage, en 1747, de son grand-père, Claude de Chevenon de Bigny, avec Marie Françoise Alexandre de Beausson, héritière de la seigneurie et du château de Beausson situé à Terjat.
Il émigra en 1791 et s'engagea dans l'armée des Princes, comme son frère aîné Pierre qui mourut en juillet 1795 dans l'expédition de Quiberon. De ce fait, les biens de ses parents furent confisqués en application de la loi du 9 floréal an III, mais Balthazar réussit à racheter l'ensemble.
Propriétaire et maire de Montluçon, il fut élu le 25 février 1824 député par le 2e arrondissement de l'Allier (Montluçon). Il siégea au côté droit et soutint le ministère.
Il avait épousé Amélie Le Groing de Treignat, qui lui donna trois enfants. Ce fut sa fille Adrienne, née en 1805, épouse de Philippe Amable Arthuys, baron de Charnisay, qui hérita du château de Beausson.

## Sources
- « Jean-Baptiste de Chevenon de Bigny », dans Adolphe Robert et Gaston Cougny, Dictionnaire des parlementaires français, Edgar Bourloton, 1889-1891 [détail de l’édition]
- « Chevenon de Bigny (Jean-Baptiste) », in Maurice Sarazin, Les Bourbonnais célèbres et remarquables des origines à la fin du XXe siècle, t. III (Arrondissement de Montluçon), Charroux, Éditions des Cahiers bourbonnais, 2014, p. 104-105.